# NGC 7281
NGC 7281 је расејано звездано јато у сазвежђу Цефеј које се налази на NGC листи објеката дубоког неба.
Деклинација објекта је + 57° 50' 25" а ректасцензија 22h 24m 55,7s. Привидна величина (магнитуда) објекта NGC 7281 износи 12,1. NGC 7281 је још познат и под ознакама OCL 238.